# Гуз-Крік (Кентуккі)
Гуз-Крік (англ. Goose Creek) — місто (англ. city) в США, в окрузі Джефферсон штату Кентуккі. Населення — 303 особи (2020).

## Географія
Гуз-Крік розташований за координатами 38°17′36″ пн. ш. 85°35′22″ зх. д. / 38.29333° пн. ш. 85.58944° зх. д. (38.293409, -85.589562).  За даними Бюро перепису населення США в 2010 році місто мало площу 0,16 км², з яких 0,16 км² — суходіл та 0,00 км² — водойми.

## Демографія
Згідно з переписом 2010 року, у місті мешкали 294 особи в 114 домогосподарствах у складі 91 родини. Густота населення становила 1836 осіб/км².  Було 115 помешкань (718/км²).
Расовий склад населення:
| - 92,2 % — білих - 2,0 % — чорних або афроамериканців - 0,3 % — азіатів |

До двох чи більше рас належало 5,1 %. Частка іспаномовних становила 2,7 % від усіх жителів.
За віковим діапазоном населення розподілялося таким чином: 20,7 % — особи молодші 18 років, 51,7 % — особи у віці 18—64 років, 27,6 % — особи у віці 65 років та старші. Медіана віку мешканця становила 49,0 року. На 100 осіб жіночої статі у місті припадало 92,2 чоловіків;  на 100 жінок у віці від 18 років та старших — 95,8 чоловіків також старших 18 років.
Середній дохід на одне домашнє господарство  становив 96 915 доларів США (медіана — 84 250), а середній дохід на одну сім'ю — 109 594 долари (медіана — 91 875). Медіана доходів становила 82 656 доларів для чоловіків та 73 750 доларів для жінок. 
Цивільне працевлаштоване населення становило 154 особи. Основні галузі зайнятості: освіта, охорона здоров'я та соціальна допомога — 27,9 %, роздрібна торгівля — 13,6 %, мистецтво, розваги та відпочинок — 11,0 %, транспорт — 9,7 %.